# 周詒春
周 詒春（しゅう いしゅん）は中華民国の政治家、教育者、実業家。字は寄梅。原籍は安徽省徽州府休寧県（現：黄山市休寧県）。

## 事跡
私立上海聖ヨハネ書院を卒業後、1907年（光緒33年）にアメリカに留学する。イェール大学とウィスコンシン大学で教育学・心理学を学び、修士号を取得した。1911年に帰国し、清朝の留学生試験を受け文科進士となっている。
1912年（民国元年）、南京に成立した中華民国臨時政府で外交部秘書に任ぜられる。同年秋、公立北京清華学校（後の清華大学）で副校長兼教務長となった。翌年夏には校長に昇進している。1915年（民国4年）夏、私立聖ヨハネ大学で文学博士栄誉学位を授与された。同年冬、ロサンゼルス基金中華医薬理事会理事となる。1917年（民国6年）、清華学校の校長職を辞し、華洋義賬会総幹事となった。
1918年（民国7年）8月、周詒春は安福国会で参議院議員に当選し、翌年、南北和議における北方代表団秘書長を務めた。その後実業界に転じ、北京中孚銀行董事兼経理、天津仁立地氈公司董事長、永利製造化学公司顧問を歴任している。1923年（民国12年）3月、北京政府の全国財政討論委員会秘書長に任ぜられた。1925年（民国14年）、中美文化教育基金保管委員会常務董事、専任董事を務めている。
1933年（民国22年）6月、周詒春は国民政府に招聘され、行政院華北戦区救済委員会委員に任命された。同年、私立燕京大学校長代理となる。1936年（民国25年）7月、国民政府実業部常務次長に任ぜられ、翌年12月、貴州省政府財政庁庁長に転じた。1945年（民国34年）8月、農林部部長に抜擢され、翌年6月には最高経済委員会委員を兼任している。1947年（民国36年）4月、衛生部部長に転じ、翌1948年（民国37年）5月には行政院政務委員も兼ねた。しかしこの年のうちに職務を退き、香港へ去っている。中華人民共和国建国後の1950年に内地へ戻り、1956年には中国人民政治協商会議全国委員会特別代表として招聘された。
1958年8月、上海市にて死去。享年76。